# Néstor Rossi
Néstor Rossi, né le 10 mai 1925 et mort le 13 juin 2007 à Buenos Aires (Argentine), est un footballeur international et entraîneur argentin.

## Carrière

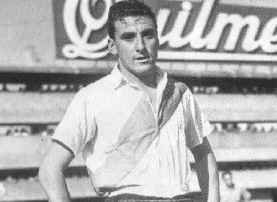
Néstor Rossi sous le maillot de River.

Surnommé Pipo, Rossi commence sa carrière professionnelle en 1945 à River Plate, où il est arrivé en 1942. Il remporte le championnat dès sa première saison puis un second en 1947. La même année, il fait ses débuts en équipe nationale en remportant la Copa América 1947.
En 1949, il est transféré à Los Millonarios de Bogota. Il y s'y impose comme un milieu de terrain très influent sur son équipe. Aux côtés d'un certain Alfredo Di Stéfano, il remporte quatre titres de champion de Colombie (1949, 1951, 1952 et 1953) en cinq saisons, ainsi que la Petite coupe du monde des clubs en 1953, face à River Plate notamment.
En 1955 il fait son retour dans son club formateur, où il remporte trois nouveaux titres de champion de rang (1955, 1956, 1957), ainsi qu'une nouvelle Copa América en 1957 avec la sélection. Il est sélectionné pour la Coupe du monde 1958, à l'issue de laquelle il prend sa retraite internationale.
De 1959 à 1961, il termine sa carrière à Huracán comme entraîneur-joueur.
En 1961, il prend la direction de River Plate puis devient sélectionneur national en 1962. Après un passage au Racing Club, il remplace Aristóbulo Deambrosi à Boca Juniors en 1964 et remporte le championnat d'Argentine en 1965, à l'issue d'un duel serré avec River.
Il poursuit pendant près de vingt ans une riche mais infructueuse carrière d'entraîneur, passant notamment à Los Millonarios (1967), en Espagne (Grenade CF en 1969–1970, Elche CF en 1974–1975), au Paraguay (Cerro Porteño en 1972), etc. En 1977, alors qu'il est en poste à Ferrocarril Oeste, il est suspendu trois ans et demi pour l'agression d'un arbitre. Il prend finalement sa retraite en 1982 après une dernière pige à Atlanta.